# Islas Corner
Las islas del Rincón (según Argentina) o islas Corner (según Chile) son dos islas pequeñas, apenas separadas por una angostura de 10 metros, ubicadas entre isla Galíndez y la isla Uruguay, en las islas Argentina, frente a la costa oeste de la península Antártica.

## Historia y toponimia
Fueron cartografiadas por la Expedición Británica a la Tierra de Graham (BGLE), liderada por John Rymill, en febrero de 1935, y denominadas debido a que la costa norte de ambas islas forma una esquina (en inglés, corner) o ángulo imperfecto de unos 60 grados. La denominación argentina surgió como traducción del topónimo británico.

## Reclamaciones territoriales
Argentina incluye las islas en el departamento Antártida Argentina dentro de la provincia de Tierra del Fuego, Antártida e Islas del Atlántico Sur; para Chile forman parte de la comuna Antártica de la provincia Antártica Chilena dentro de la Región de Magallanes y de la Antártica Chilena; y para el Reino Unido integran el Territorio Antártico Británico. Las tres reclamaciones están sujetas a las disposiciones del Tratado Antártico.
Nomenclatura de los países reclamantes: 
- Argentina: islas del Rincón[5][1]
- Chile: islas Corner[4]
- Reino Unido: Corner Island[5]